# Store Restrup Herregård
 For alternative betydninger, se Store Restrup.
Store Restrup Herregård ligger i Sønderholm Sogn mellem Nibe og Aalborg i Aalborg Kommune. Gården nævnes første gang i 1314. I 1403 nævnes Henrik Knudsen Gyldenstierne som ejer af Store Restrup. Gården blev plyndret og nedbrændt under Grevens Fejde, hvor Skipper Clements bondehær vandt over kongens mænd tæt på Store Restrup, ved Svenstrup.
Hans F. von Levetzow købte Restrup i 1685, og i 1751 blev gården hovedparten af et nyoprettet stamhus, som igen blev nedlagt i 1811. 
I 1897 udstykkedes 900 tdl. til husmandsbrug, og i 1912 blev der oprettet yderligere 60 ejendomme af 1086 tdl.
Hovedparcellen blev til husholdnings- og landbrugshøjskole under navnet St. Restrup Husmandsskole, der i 1912 åbnede som Nordjyllands første uddannelsessted for voksen landboungdom som et billigere alternativ til den almindelige kombination af et højskoleophold og et landbrugs- henholdsvis husholdningsskoleophold for landboungdom fra bedre bemidlede kår. I 1981 blev højskolen overtaget af venstrefløjsfolk og blev kendt som en af de "røde højskoler" i Danmark.
Den nuværende hovedbygning er opført i 1723. Så tidligt som i 1898 blev der indlagt el fra egen turbine i Hasseris Å.
I 2003 blev franske panoramatapeter fra 1815 stjålet og vandaliseret fra herregården. Ved hjælp af en efterlysning i TV2 lykkedes det at skaffe stumperne tilbage. Efter 1100 timers konservatorarbejde lykkedes det igen at få tapeterne tilbage på sin oprindelige plads.
I dag fungerer Store Restrups hovedbygning som slotshotel med værelser, restaurant og konferencecenter.

## Ejere af St.Restrup Herregård
- (1314-1350) Niels Eriksen Gyldenstierne
- (1350-1403) Væbner Knud Nielsen Gyldenstierne (ca. 1370-før 1401) gift med Anne Christensdatter Vendelbo
- (1403-1460) Rigsråd Henrik Knudsen Gyldenstierne (ca. 1402-1456) gift med Anne Mogensdatter (Munk) også Horsens i pant af kronen og Lensmand på Skanderborg og Bygholm
- (1460-1467) Rigsråd Knud Henriksen Gyldenstierne (1420-før 1467) gift med Hilleborg Skinkel (-før 1446) også Lensmand på Rugård, Aalborghus og Bygholm
- (1467-1517) Rigsråd Henrik Knudsen Gyldenstierne (død 1517) gift med Karen Bille (før 1470-1540) havde også Iversnæs
- (1517-1530) Karen Bille (før 1470-1540) gift Gyldenstjerne
- (1530-1555) Gabriel Henriksen Gyldenstierne
- (1569-1580) Mogens Gyldenstierne / Jytte Podebusk gift Gyldenstierne / Anne Parsberg gift Gyldenstierne
- (1580-1600) Anna Helvig Mogensdatter Gyldenstierne gift Marsvin
- (1600-1647) Slægten Gyldenstierne / Slægten Podebusk / Slægten Parsberg
- (1647-1656) Jørgen Marsvin
- (1656-1662) Jørgen Marsvin / Niels Parsberg
- (1662-1664) Niels Parsberg
- (1664-1679) Christoffer Lindenov
- (1679-1685) Christian Lindenov
- (1685-1696) Hans Friedrich von Levetzow
- (1696-1756) Christian Frederik von Levetzau
- (1756-1775) Sophie Hedevig Rantzau gift von Levetzau
- (1775-1789) Iver Rosenkrantz-Levetzau
- (1789-1811) Siegfried Victor Raben-Levetzau
- (1811-1812) Frederik Sophus Raben-Levetzau
- (1812-1823) Johan M. de Neergaard / Peter Johansen de Neergaard
- (1823-1828) Det Raben-Levetzau`ske Fideikommis
- (1828-1845) Rasmus Roulund
- (1845-1847) Enke Fru Roulund
- (1847) T.F.A. Mollerup
- (1847-1851) A.W. Schønau
- (1851-1855) Poul Christian von Stemann
- (1855-1857) Christian Ludvig Stemann
- (1857-1897) J.A. Stemann
- (1897-1899) Konsortium med bl.a. Jens Carl Bang Klitgaard, Aalborg
- (1899-1906) Malling
- (1906-1911) Carl Philip
- (1911-1912) E.C. Weidemann
- (1912) Husmændenes Udstykningsforening For Aalborg Amt
- (1912-1951) St. Restrup Husmandsskole A/S
- (1951-1970) D. S. I. Store Restrup
- (1970-1990) Store Restrup Højskole
- (1990-) Ann Vibeke Lokdam / Gorm Lokdam

57°0′18″N 9°46′30″Ø / 57.00500°N 9.77500°Ø